# Dubnica nad Váhom
Dubnica nad Váhom er en by i det nordvestlige Slovakiet, med et indbyggertal (pr. 2006) på ca. 25.000. Byen ligger i regionen Trenčín, ved bredden af floden Váh.
- Wikimedia Commons har flere filer relateret til Dubnica nad Váhom